# 麥克筆

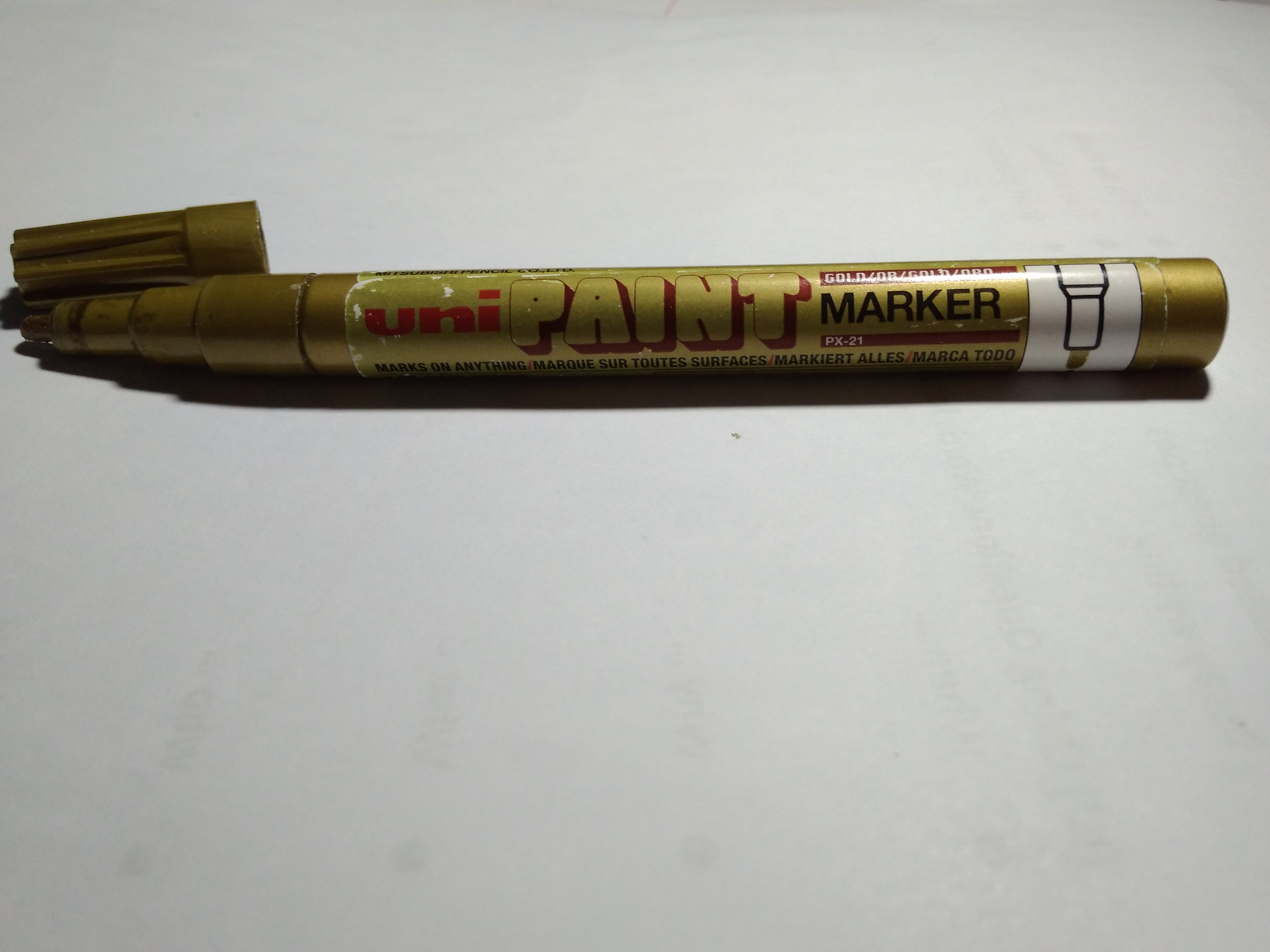
三菱金色麥克筆

麥克筆（英語：Marker pen），又名高级多色型记号笔。文具廠商稱之為嘜克筆，嘜音同馬克筆 简体字同马克笔。在中国大陆统称为馬克筆，马克笔是一種書寫或繪畫专用的绘图彩色笔，本身含有墨水，且通常附有筆蓋，一般擁有堅硬筆頭。
原理是利用人造纖維做成的筆頭，可以把筆桿用貯存的液態墨，在書寫或繪畫過程中，平均緩慢地滲出來。
马克笔的颜料具有易挥发性，用于一次性的快速绘图。常使用於設計物品、廣告標語、海報繪製或其他美術創作等場合。可畫出變化不大的、较粗的線條。箱頭筆为马克笔的一种。
現在的麥克筆還有分為水性和油性的墨水，水性的墨水就類似彩色筆，是不含油精成份的內容物，油性的墨水因為含有油精成份，故味道比較刺激，而且較容易揮發。
因為麥克筆有不受到氣壓和重力的限制，所以常為飛行員和太空人在天空中使用，最著名有飛龍文具的出品，但要選擇水性或低揮顏料發為宜。

## 笔头
麥克筆可表现的色相大约有百余种之多。最早的麥克筆只有一个笔头，呈圆形或斜方形，而现在的麥克筆可有二三个笔头。最粗的呈扁方形，中粗的呈圆形，细的如同针管笔稱為代針筆。

## 颜料
马克笔分为油性、水性与酒精性三种。油性马克笔耐水性强，具有一定的覆盖力和穿透力，不仅可以在任何纸张上使用，还可以在其他不同的材料上运用，因此用途比较广泛；酒精性质的马克笔也具备一定的覆盖力，但它的挥发性很强。
由于麦克笔颜料的易挥发性，因此在长时间的作画过程中，用笔停顿的时间不应该太久。在画完一种颜色后，应该立即将笔帽盖好，以免颜料挥发。

## 艺术表现特点
马克笔作为快速表现最常用的工具之一，它在表现方面具有色彩亮丽，着色便捷、用笔爽快、笔触明显，以及携带方便等特点。
在画面上，它的每一笔痕迹均清晰地跃然纸上，通过笔触间的并置与叠加更能产生出丰富而生动的形色效果，具有其他绘画工具所不可替代的优势。

## 相关工具
- 彩色筆
- 彩色鉛筆